# Kostel svatého Alfonse (Červenka)
Kostel svatého Alfonse je sakrální stavba vybudovaná v Července v okrese Olomouc. Od roku 1862, kdy byl vysvěcen, je to jediný kostel zasvěcený svatému Alfonsovi v České republice. Kostel se nachází na severním okraji obce, naproti železniční stanici Červenka.

## Historie
V roce 1847 si nechal arcivévoda Maxmilián Habsburský postavit menší zámek naproti nádraží na trati Olomouc - Praha, která byla uvedena do provozu v roce 1845. Pozdně empírový zámeček Maxmilián d'Este prodal v roce 1859 členům řádu redemptoristů, kteří objekt přebudovali na klášter, jehož součástí byla malá kaple. Základní kámen k novému kostelu byl položen v roce 1860. Kostel byl dokončen za dva roky - slavnostně vysvěcen byl 20. srpna 1862.
V roce 2007 byla opravena střecha a roku 2013 opravena fasáda kostela.

## Zajímavost
Od sedmdesátých let 20. století je v kostele pravidelně vystavován betlém, při jehož tvorbě se využívá i přírodního mechu doneseného z lesa.

## Galerie

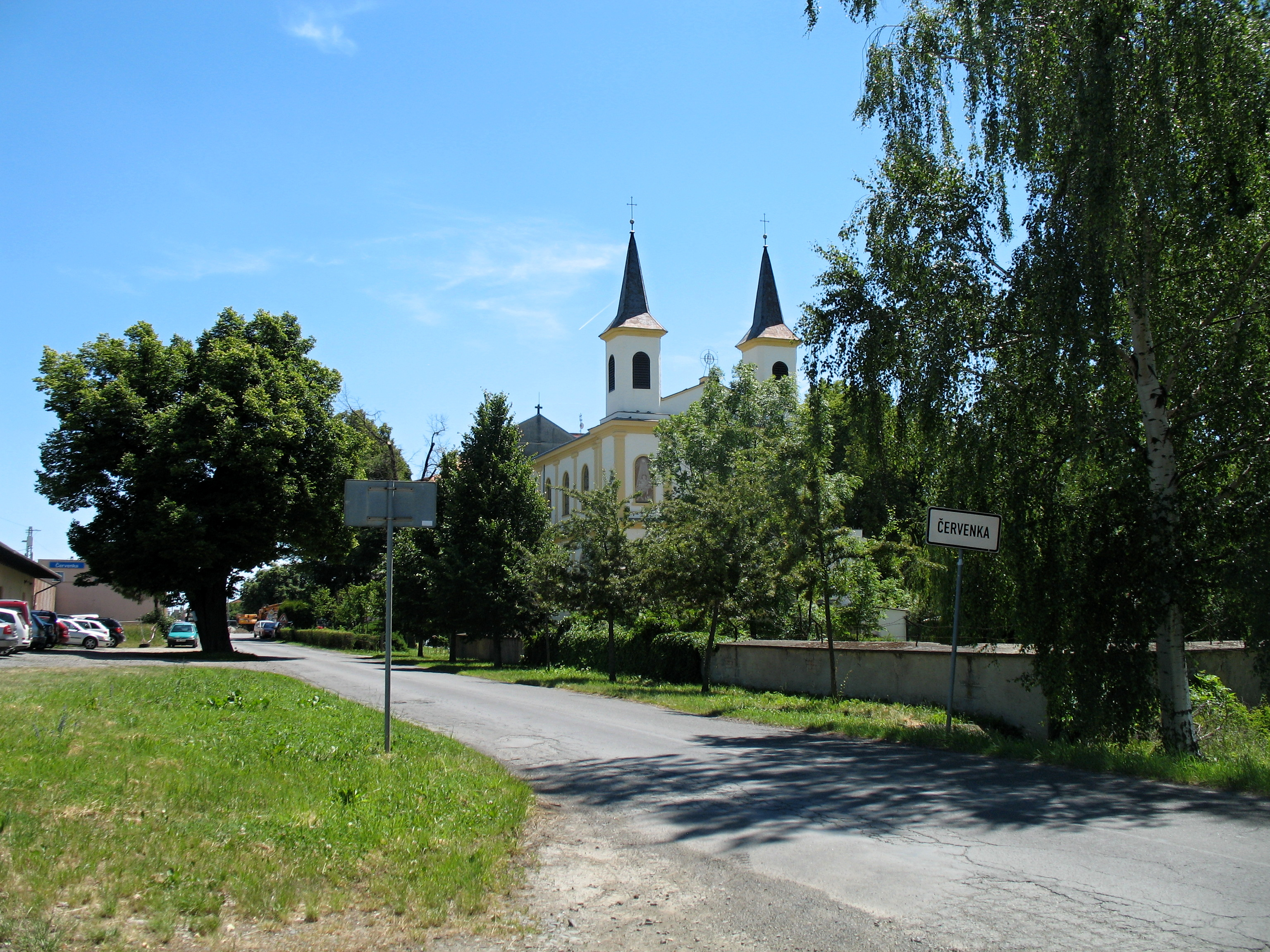
Kostel sv. Alfonse, vlevo nádraží
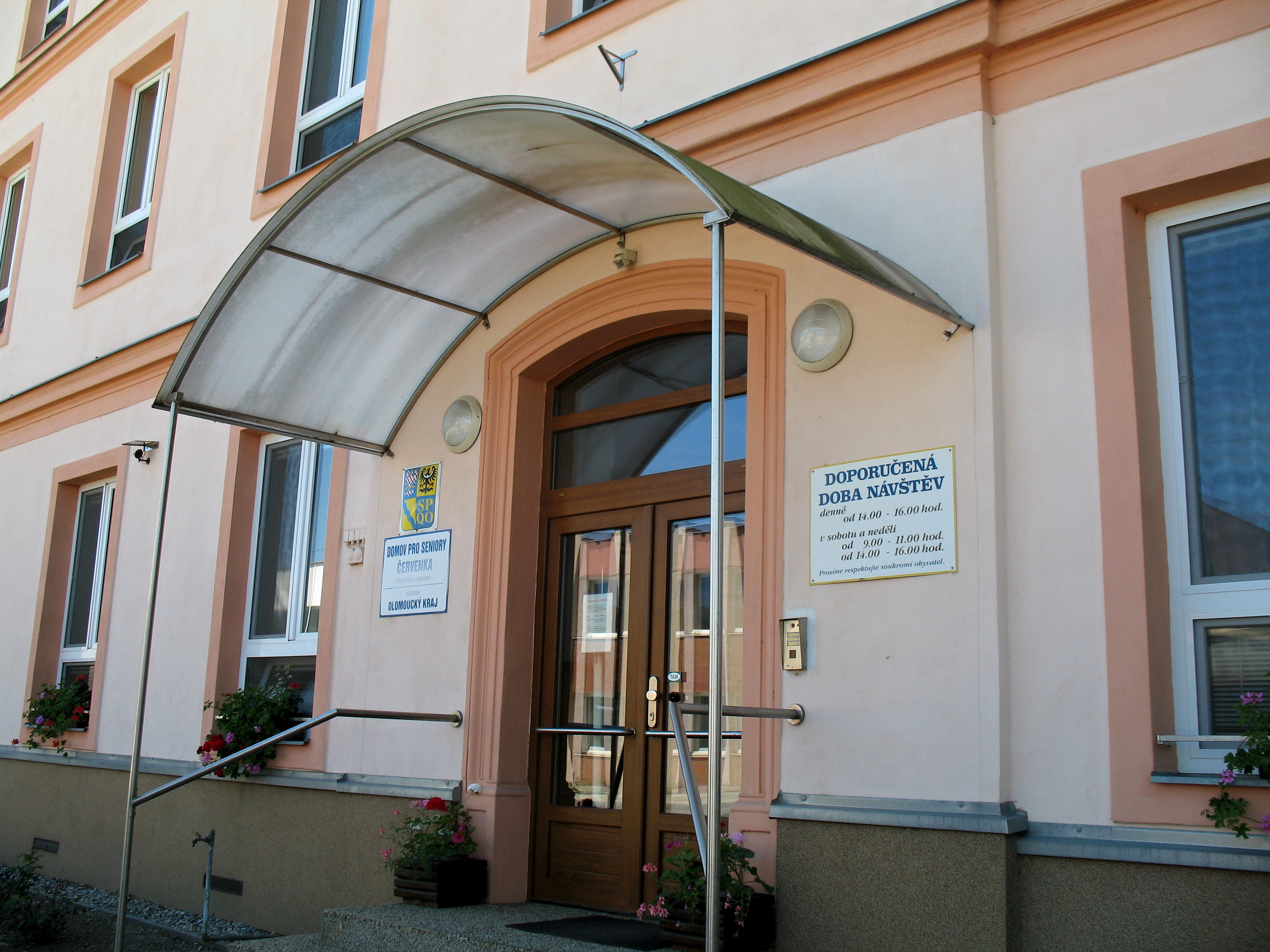
Vstup do domova pro seniory (bývalý klášter)
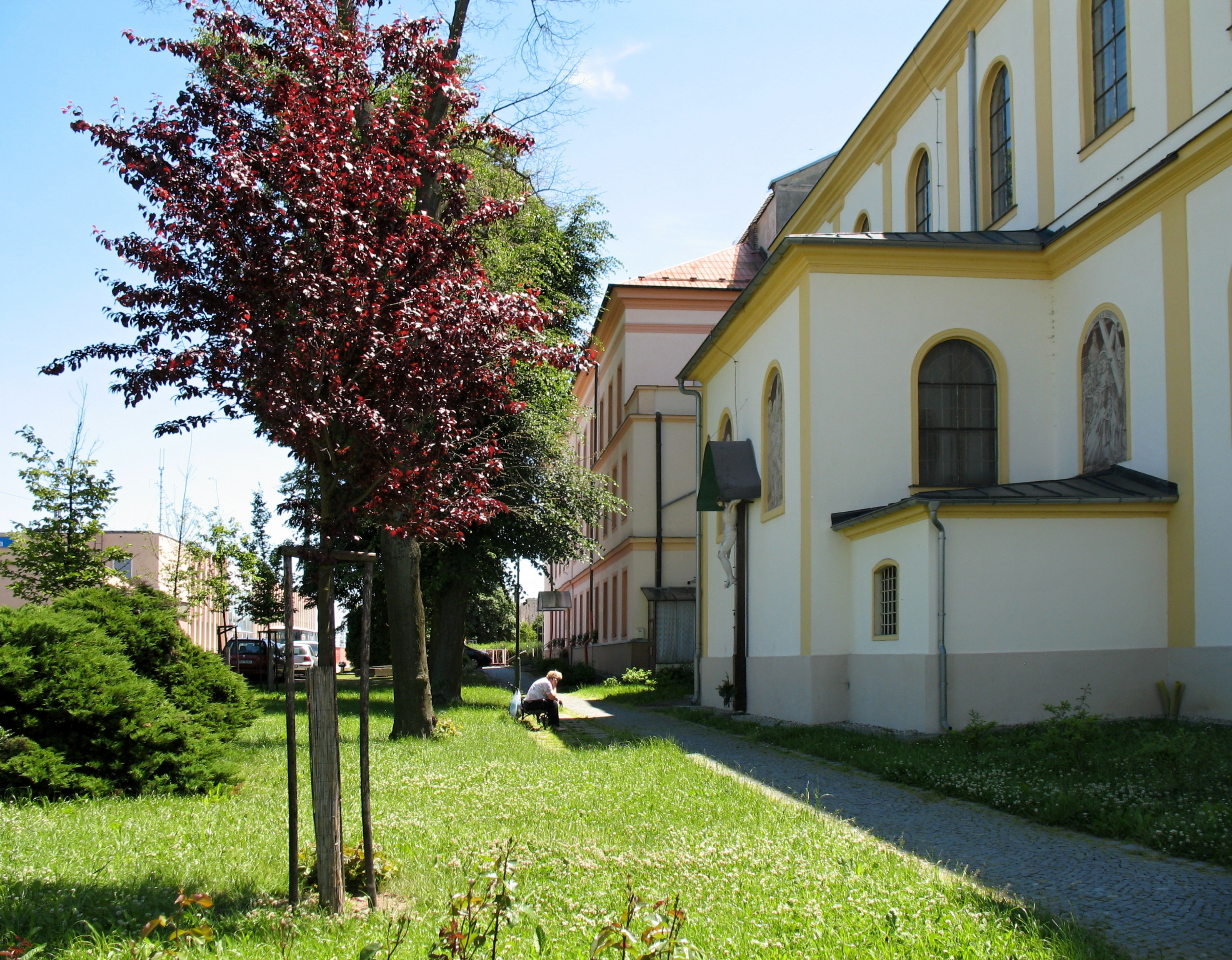
Nádraží a bývalý klášter, v popředí kostel
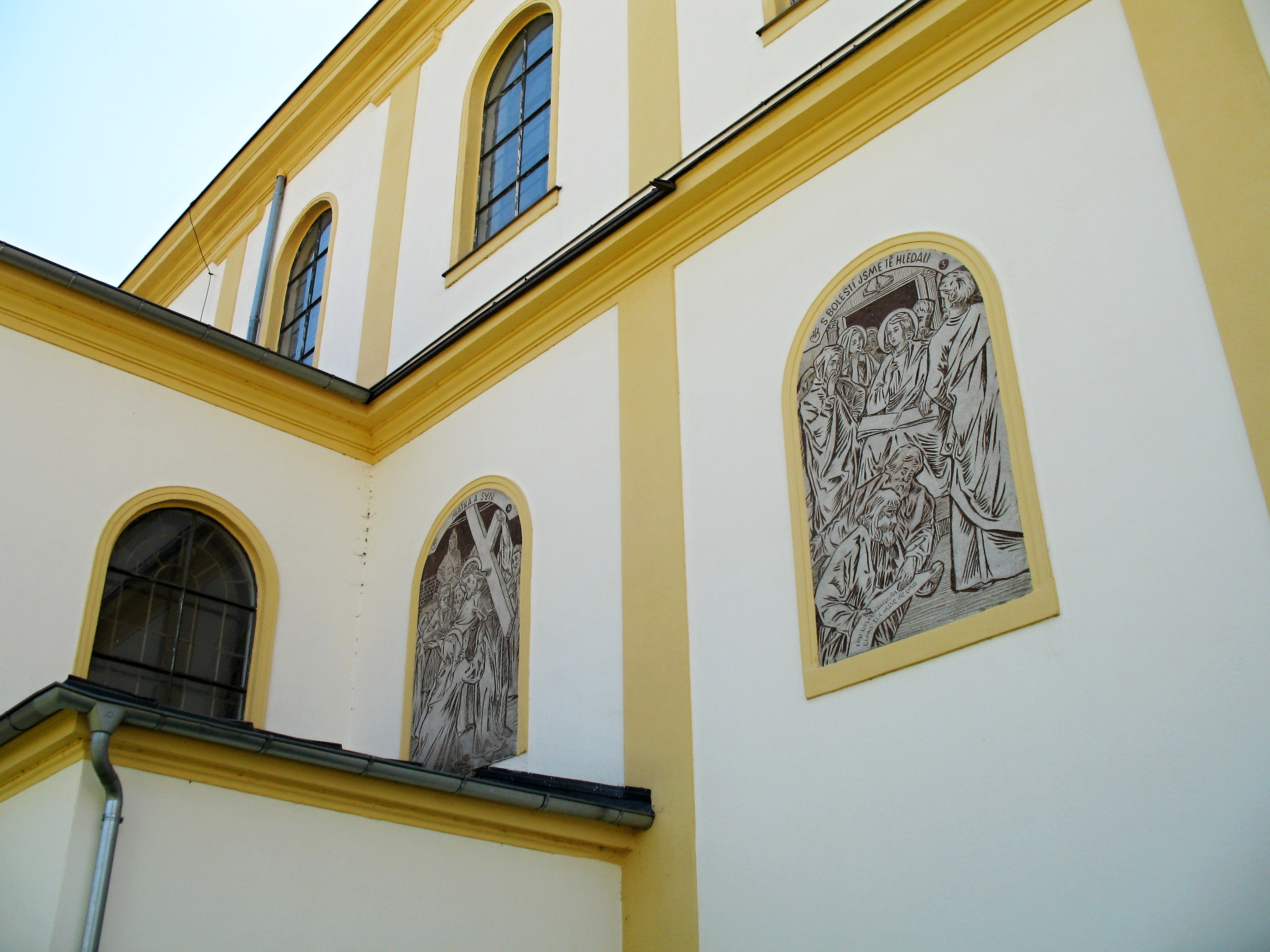
Venkovní výzdoba zdí kostela